# Виллар-Дора
Виллар-Дора (итал. Villar Dora, пьем. Vilar Dòra либо Vilar) — коммуна в Италии, располагается в регионе Пьемонт, в провинции Турин.
Население составляет 2999 человек (2008 г.), плотность населения составляет 543 чел./км². Занимает площадь 5 км². Почтовый индекс — 10040. Телефонный код — 011.
Покровителями коммуны почитаются святые Викентий Сарагосский и Анастасий Персиянин, празднование 22 января. В коммуне также почитается Пресвятая Богородица.

## Демография
Динамика населения:

## Города-побратимы
- Ланлебур-Мон-Сени, Франция

## Администрация коммуны
- Официальный сайт: http://www.comune.villardora.to.it/